# Kończaki Nowe
Kończaki Nowe (ukr.  Нові Кінчаки) – dawniej odrębna wieś, obecnie południowa część wsi Kończaki na Ukrainie, w  obwodzie iwanofrankiwskim, w rejonie iwanofrankiwskim. Leżą nad rzeką Horożanką - lewym dopływem Dniestru.

## Historia
W okresie Królestwa Galicji i Lodomerii właścicielami posiadłości tabularnej Kończaki nowe byli: w 1855 był Jan Rodakowski , Stanisław Gołaszewski, w 1905 Dr. Jakób Fruchtmann.
W II Rzeczypospolitej stanowiła gminę jednostkową Kończaki Nowe w  powiecie stanisławowskim w województwie stanisławowskim.
1 sierpnia 1934 roku w ramach reformy na podstawie ustawy scaleniowej weszły w skład nowej zbiorowej gminy Delejów; wraz z wsiami Sadki, Sina i Topiła utworzyły gromadę Kończaki Nowe.
Podczas II wojny światowej Kończaki należały do gminy Delejów w powiecie stanisławowskim w niemieckim dystrykcie Galicja. 
W latach 1943–1944 nacjonaliści ukraińscy z OUN-UPA zamordowali tutaj i we wsi Kończaki Stare 36 Polaków.
Po II wojnie światowej teren włączony w struktury ZSRR, Ukraińska Socjalistyczna Republika Radziecka.
Od 1991 r. należy do Ukrainy. Do 2020 w rejonie halickim, obecnie jest częścią gminy Dubowce.